# Санкт Пьолтен
Санкт Пьолтен (на немски: Sankt Pölten), стандартно (неавстрийско) немско произношение [zankt pœltn]) е град в Австрия, столица на провинция Долна Австрия. Населението на града е около 51 500 души (2009 г.). Градът е разположен в северните Алпи, на брега на река Трайзен, десен приток на Дунав, на 65 километра западно от Виена.

## История
По време на Римската империя, през 2-ри и 4 век, на мястото на днешния Санкт Пьолтен се намира римско селище наречено Елиум Центиум (Aelium Cetium). Съвременният град се сформира през 8 век около бенедиктинското абатство св. Иполит (на немски: Sankt Pölten), основано през 771 г., което е дало името на града. Официално Санкт Пьолтен е обявен за град през 1159 г.
До 1490 г. принадлежи на епископство Пасау, а през 1785 г. сам става център на епископство. През 1986 г. е обявен за столица на провинция Долна Австрия.

## Побратимени градове
Санкт Пьолтен е побратимен град с:
- Алтуна, САЩ
- Бърно, Чехия[4]
- Клиши, Франция
- Хайденхайм, Германия
- Курашики, Япония
- Ухан, Китай